# Plynops pilatus
Plynops pilatus är en stekelart som beskrevs av Shaw 1996. Plynops pilatus ingår i släktet Plynops och familjen bracksteklar. Inga underarter finns listade i Catalogue of Life.